# A7 (Luxemburg)
L'A7 o autopista A7 coneguda també com l'Autopista del Nord (en francès: Autoroute du Nord) és una autopista a l'oest de Luxemburg. Té 31,468 quilòmetres (19,553 milles) de longitud i connecta la Ciutat de Luxemburg, amb el nord del país (Clervaux), encara en fase de construcció.

## Descripció
Actualment (2015), l'A7 està completa. L'A7 està construïda dins de la ruta europea E421.
Vuit trams prevists estan en servei:
- 10 de novembre de 1989: Ettelbruck - Erpeldange
- 29 de juliol de 1993: Schieren - Ettelbruck
- Agost de 1996: Erpeldange - Friedhaff
- 16 de novembre de 2001: Schoenfels - Mierscherbierg
- 16 de noviembre de 2001: Mierschbierg - Schieren
- 13 de setembre de 2002: Grunewald - Waldhof
- 24 de gener de 2008: Lorentzweiler - Schoenfels
- 23 de setembre de 2015: Waldhof - Lorentzweiler

## Ruta
| Cruïlles i estructures |                         |              |
|                        | Clervaux                |              |
| (J10)                  | Erpeldange              |              |
| (J9)                   | Ingeldorf               |              |
| (J8)                   | Ettelbruck              |              |
| (J7)                   | Schieren                |              |
| (J6)                   | Colmar-Berg             |              |
| (J5)                   | Mierscherberg           |              |
| (J4)                   | Mersch                  |              |
|                        | Túnel Mersch            |              |
| (J3)                   | Schoenfels              |              |
|                        | Túnel de Gousselerbierg |              |
| (J2)                   | Lorentzweiler           |              |
|                        | Túnel Grouft            |              |
|                        | Túnel Stafelter         |              |
| (J1)                   | Waldhof                 |              |
|                        | Cruïlla de Grunewald    | A1 Luxemburg |